# Sindang Asih
Sindang Asih is een bestuurslaag in het regentschap Tangerang van de provincie Banten, Indonesië. Sindang Asih telt 8865 inwoners (volkstelling 2010).